# Dane Cruikshank
(en) Statistiques sur pro-football-reference
Dane Ashton Cruikshank (né le 27 avril 1995) est un joueur de football américain jouant au poste de safety pour les Titans du Tennessee de la National Football League (NFL). Il a joué au football universitaire à l'université de l'Arizona.

## Jeunes années
Cruikshank fréquente le Citrus College où il joue pour les Fighting Owls durant les saisons 2013 et 2014. En 2013, il participe aux 11 matchs des Owls et capte quatre passes pour 147 yards et un touchdown. Il retourne cinq kickoffs pour 103 yards (20.6 yrds par retour) et enregistre cinq tacles (deux en solo, trois assistés). 
En 2015, il est classé parmi les 100 meilleurs espoirs JUCO (junior college).

## Carrière universitaire
Cruikshank s'inscrit à l'université de l'Arizona et il y jouera au football américain pour les Wildcats pendant ses années juniors et seniors. Il est redshirt pendant la saison 2015 et ne participe à aucun match. En 2016, comme junior redshirt, il joue au poste de cornerback, et termine co-leader de l'équipe avec deux interceptions, quatrième au total avec 60 tacles et deuxième avec sept passes défendues. En 2017, pour son année senior il passe au poste de safety ou il se classe cinquième de l’équipe avec un total de 75 tacles, deuxième pour les interceptions avec trois et troisième pour la défense de passes avec cinq.

### Statistiques universitaires
|        |            |        |        |     |    | Tacles | Tacles | Tacles | Tacles | Tacles | Interception | Interception | Interception | Interception | Interception | Fumbles | Fumbles | Fumbles | Fumbles |
| Saison | Université | Conf   | Statut | Pos | MJ | Solo   | Ast    | Comb   | Loss   | Sk     | Int          | Yds          | Moy          | TD           | PD           | FR      | Yds     | TD      | FF      |
| ------ | ---------- | ------ | ------ | --- | -- | ------ | ------ | ------ | ------ | ------ | ------------ | ------------ | ------------ | ------------ | ------------ | ------- | ------- | ------- | ------- |
| *2015  | Arizona    | Pac-12 | JR     | CB  |    |        |        |        |        |        |              |              |              |              |              |         |         |         |         |
| 2016   | Arizona    | Pac-12 | JR     | CB  | 12 | 53     | 7      | 60     | 1.5    | 0.0    | 2            | 3            | 1.5          | 0            | 7            | 0       |         |         | 0       |
| *2017  | Arizona    | Pac-12 | SR     | CB  | 13 | 55     | 19     | 74     | 4.5    | 1.0    | 3            | 65           | 21.7         | 0            | 5            | 0       |         |         | 1       |
| Total  |            |        |        |     |    | 108    | 26     | 134    | 6.0    | 1.0    | 5            | 68           | 13.6         | 0            | 12           | 0       |         |         | 1       |

## Carrière professionnelle
Cruikshank est drafté par les Titans du Tennessee au cinquième tour (152e au total) de la draft 2018 de la NFL. Les Titans ont échangé leurs choix de cinquième et sixième tours pour remonter au cinquième tour afin de choisir Dane Cruikshank. Ils avaient besoin de profondeur en safety et ils l’ont eue.
Le 11 mai 2018, il signe un contrat de quatre ans d'une valeur de 2 747 892 dollars avec des garanties de 287 892 dollars.

### Titans du Tennessee

#### Saison 2018
Le 9 août, lors du match d'ouverture de la pré-saison, contre les Packers de Green Bay, Cruikshank subit une blessure à l'épaule et doit être sorti du terrain. Après avoir été douteux pour le match suivant, il revient aux entraînements le lundi suivant.
Le 16 septembre 2018, il marque son premier touchdown en NFL sur un faux punt contre les Texans de Houston en faisant une réception de 66 yards de Kevin Byard. Cruikshank est nommé joueur de la semaine des équipes spéciales de l'AFC pour sa performance dans la victoire de 20 à 17.
Cruikshank a initialement subi une blessure au genou contre les Cowboys de Dallas en semaine 9, mais joue les deux matchs suivants contre les Patriots et les Colts. Il est ajouté au compte-rendu des blessures des Titans avant le match de , Houston de la semaine 12. Il manque aussi le match contre les Jets et ne s'entraîne pas le lundi et le mardi de cette semaine, ce qui signifie qu'il manquera son troisième match consécutif lorsque les Titans accueilleront les Jaguars de Jacksonville lors du Thursday Night Football de la semaine 14 et une opération du genou est envisagée. Il revient cependant sur les terrains lors de la semaine 15 contre les Giants de New York.

#### Saison 2019
Le 1er décembre 2019, contre les Colts d'Indianapolis,  au Lucas Oil Stadium, au quatrième quart-temps, Cruikshank bloque une tentative de field goal d'Adam Vinatieri. Le cornerback Tye Smith (en) s'empare du ballon et gagne 63 yards pour un touchdown qui envoie le Tennessee vers une victoire 31-17.
« Nous prenons les équipes spéciales très au sérieux ici », déclare Cruikshank après le match. « Tout le monde profite de ses opportunités et j'ai saisi l'occasion (dimanche) et j'ai fait de mon mieux ».

## Statistiques NFL
| Année  | Équipe              | MJ     |       | Plaquages | Plaquages | Plaquages | Plaquages |       | Interceptions | Interceptions | Interceptions | Interceptions |  | Fumbles | Fumbles |
| Année  | Équipe              | MJ     | Total | Seul      | Ast.      | Sacks     | Nb.       | Yards | Déf.          | TD            | Nb.           | Rec.          |  |         |         |
| 2018   | Titans du Tennessee | 12     | 11    | 10        | 1         | 0.0       | -         | -     | -             | -             | -             | -             |  |         |         |
| 2019   | Titans du Tennessee | 16     | 1     | 1         | 0         | 0.0       | -         | -     | -             | -             | -             | -             |  |         |         |
| Totaux | Totaux              | Totaux | 12    | 11        | 1         | 0,0       | -         | -     | -             | -             | -             | -             |  |         |         |